# 한국방사선산업학회
한국방사선산업학회(Korean Society of Radiation Industry)는 방사선 및 방사성동위원소 이용 연구 및 산업분야 전문기술인의 지위 향상과 상호 정보 교류를 통하여 학술연구를 활성화하고 방사선이용산업 발전을 촉진시킴으로써 국민 삶의 질 향상과 국가발전에 기여함을 목적으로 2006년 6월 23일 설립된 대한민국의 학술단체이다. 사무실은 전라북도 정읍시 금구길 29번지에 있다.

## 주요 사업
- 학술발표회, 강연회, 토론회 개최
- 학술지 및 도서의 간행
- 방사선에 관한 교육, 지식보급, 산업화지원 사업
- 방사선 기술에 관한 연구, 자문 및 평가
- 회원 상호간의 친목도모 및 정보교류
- 국내외 관련 학회 및 단체와의 교류
- 기타 학회의 목적달성에 필요한 사업